# Cladomelea akermani
Cladomelea akermani is een spinnensoort in de taxonomische indeling van de wielwebspinnen (Araneidae).
Het dier behoort tot het geslacht Cladomelea. De wetenschappelijke naam van de soort werd voor het eerst geldig gepubliceerd in 1923 door J. Hewitt.